# داريو فو

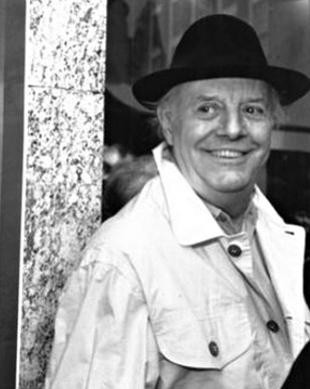
داريو فو عام 1976.

داريو لويجي أنجيلو فو (ولد في 24 مارس 1926، توفي في 13 أكتوبر 2016)، كان كاتبا وممثلا ومخرجا مسرحيا وناشطا سياسا في صفوف اليسار الإيطالي. حصل على جائزة نوبل في الآداب للعام 1997. عده معاصروه "الكاتب المسرحي الأكثر انتشارًا في المسرح العالمي". قاد فو وأدار فرقة مسرحية، وتتميز الكثير من أعماله الدرامية بالارتجال وتتضمن استعادة أشكال المسرح "غير الشرعية"، مثل تلك التي يؤديها الجولياري (اللاعبون المتجولون في العصور الوسطى)،  والكوميديا المرتجلة الإيطالية القديمة.

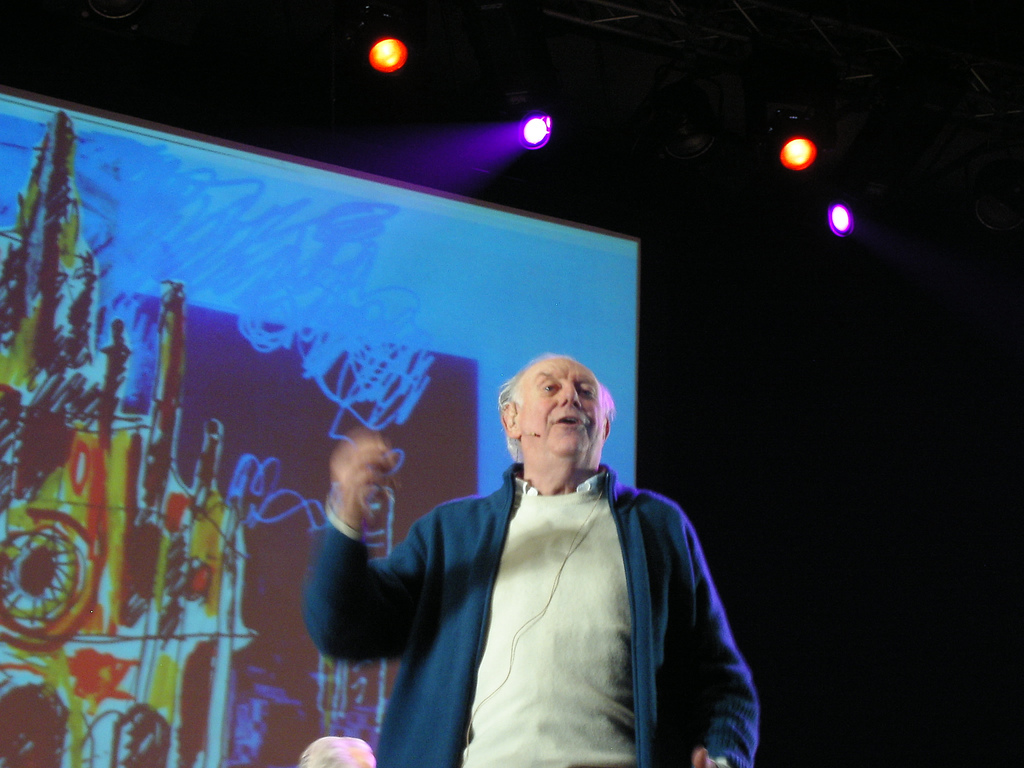
داريو فو

ترجمت أعماله إلى حوالي 30 لغة وعرضت في مختلف أنحاء العالم،  وقد كانت أعماله بين عقدي الستينيات والثمانينيات مليئة بالانتقادات للاغتيالات والفساد والجريمة المنظمة والعنصرية والحرب والكنيسة الكاثوليكية. وفي تسعينيات القرن العشرين والعقد الأول من القرن الحادلي، استهدفت سخريته حزب فورزا إيطاليا وزعيمه سيلفيو برلسكوني ، ولاحقا البنوك في خضم أزمة الديون السيادية الأوروبية، وأصبح المنظر الأيديولوجي الرئيسي لحركة النجوم الخمس، وهي حزب المناهض للمؤسسة الحاكمة يقوده بيبي غريللو.
كان حصوله على جائزة نوبل في الأدب عام 1997 بمثابة "الاعتراف الدولي بفو باعتباره شخصية بارزة في مسرح العالم في القرن العشرين". وقد أشادت الأكاديمية السويدية بفو باعتباره كاتبًا "يحاكي مهرجي العصور الوسطى في جلد السلطة والدفاع عن كرامة المظلومين".

## نشأته وتعليمه
ولد داريو فو في بلدة ليجيونو في مقاطعة فاريزي في لومبارديا، بالقرب من الشاطئ الشرقي لبحيرة ماجوري، وكان الأكبر بين ثلاثة أبناء. وقد أصبح شقيقه الأصغر فولفيو مدير مسرح، وشقيقتهما الصغرى بيانكا فو-غارامبويس كاتبة. كتبت والدتهم، بينا روتا فو، كتابًا عن ذكريات المنطقة بين الحربين العالميتين ، بعنوان " أرض الضفادع"، عام 1978. وقد عمل والدهم فيليس فو مديرا لمحطة للسكك الحديدية الإيطالية، وتنقل بحكم عمله ومعه العائلة بين عدة أماكن على طول الحدود السويسرية . كان والده اشتراكيا ونشط أيضا ممثلا في فرقة مسرحية للهواة. تعلم فو رواية القصص من جده لأمه ومن الصيادين وصانعي الزجاج اللومبارديين، ومن بين الأماكن التي عاش فيها حياته المبكرة بلدة بورتو فالترافاغليا ، وهي مركز لنفخ الزجاج، ويُزعم أنها كانت تضم "أعلى نسبة من المجانين في إيطاليا".
انتقل في عام 1942 إلى ميلانو للدراسة في أكاديمية بريرا، ثم استدعي وهو في السادسة عشرة للخدمة العسكرية في الجيش الإيطالي في الحرب العالمية الثانية. مع اقتراب نهاية الحرب، ألحق فو بفرقة دفاع جوي تابعة للبحرية، ثم أرسل إلى معسكر في مونزا (تواجد بينيتو موسوليني نفسه في ذلك المعسكر)، وتمكن من الفرار بمساعدة وثائق مزورة، وتجول لفترة من الوقت باحثا عن حركة المقاومة حيث نام في العراء في الريف. حول انتمائه السياسي في فترة الحرب أوضح فو أنه اختار في البداية أن يكون بعيدًا عن الأضو
بعد الحرب عاد فو إلى أكاديمية بريرا، ودرس هندسة العمارة في جامعة البوليتكنيك في ميلانو، حيث بدأ أطروحة حول العمارة الرومانية، قبل أن يقطع دراسته قبل الامتحانات النهائية لخيية أمله من العمل الرخيص غير الخلاق الذي كان متوقعا من المهندسين المعماريين في فترة ما بعد الحرب. وقد أصيب فو بانهيار عصبي، ونصحه أحد الأطباء بالتركيز على العمل في أشياء تجلب له السعادة، فبدأ بالرسم وانخرط في حركة "المسرحيات الصغيرة" (بيكولي تياتري)، حيث قدم مونولوجات مرتجلة. اء لأن عائلته كانت نشطة في المقاومة المناهضة للفاشية، وقد ساعد والده في تهريب اللاجئين والجنود الحلفاء إلى سويسرا .
يرى داريو فو أنه تأثر فنيا بأنجيلو بيولكو، وبرتولد بريشت، وأنطون تشيخوف، وإدواردوا دي فيليبو، وأنطونيو جرامشي، وفلاديمير ماياكوفسكي، وموليير، وبرنارد شو، وجورجبو ستريهلر .

## حياته المهنية

### عقد الخمسينيات
عمل في الأعوام 1950-1954 مع الإذاعي فرانكو بارينتي في برنامج منوعات يقدمه ممثلون إذاعيون، وقدم فيه قصصا تناولت نشأته حظيت بإعجاب الجمهور ووصفها بارينتي بأنها "أصلية تمامًا وتتميز بروح دعابة غير عادي وبالذكاء وتجسيد الشخصية. عندما انتهى العرض، كنا نتجول حول البحيرة وكان يروي لي المزيد من القصص، وبهذه الطريقة بدأنا مشروعًا عملنا فيه على نوع جديد من الاستعراض لا ينسخ الواقع، بل يشرك الناس ويتخذ موقفًا".
في أواخر عام 1951، وبعد أن اكتسب فو خبرة مع بارينتي، دعته محطة الإذاعة الوطنية الإيطالية راي لتقديم مسلسل كوميدي منفرد في مساء السبت بعنوان "المسكين" (بالإيطالية: Poer nano)، وقد ابتكر فو 18 مونولوجًا من القصص الخيالية للبالغين مقتبسة من حكايات توراتية وتاريخية، كما تضمن المسلسل حكايات شكسبيرية مع الكثير من التعديلات، مثل صيغة من هاملت يقتل فيها البطل والده لمواصلة علاقة غرامية مع والدته. في تلك الصيغة تصوّر أوفليا على أنها عشيقة عم هاملت المتحولة جنسياً، بينما يلعب هوراشيو دور شبح والد هاملت متنكراً في هيئة ملاءة ولا يظهر إلا عندما يكون هاملت في حالة سكر. كما تضمن المسلسل أيضًا شخصية عطيل مصابة بالمهق، وجولييت سادية تحبس روميو في حديقتها مع الكلاب المتوحشة. تسبب العرض بضجة وألغته السلطات، وقدمه فو لاحقا على خشبة مسرح أوديون في ميلانو عام 1952، مما سمح له بتطوير الإيماءات والحركات التي كانت غير مطلوبة في الصيغة الإذاعية. في عام 1952 أيضًا، قدم فو مع جيوستينو دورانو عرضًا موسيقيًا بعنوان "كوكوريكو (بالإيطالية: Cocoricò) يركز على محنة السود في الولايات المتحدة .
في هذه السنوات المبكرة تأثر فو بتقليد الكاتب/الممثل الإيطالي، فأسس في عام 1953 مع بارينتي ودورانو فرقة العرض الخاصة بهم، وأطلقوا عليها اسم إي دريتي (بالإيطالية: I Dritti) ووشارك في الكتابة والإخراج وتصميم المجموعات والأزياء لعرض عنوانه " إصبع في العين" (بالإيطالية: Il dito nell'occhio)، ويقتبس هذا العنوان عنوان عمود كان يظهر في صحيفة الحزب الشيوعي الإيطالي "الوحدة" (بالإيطالية: l'Unità) . تألف هذا العرض من 21 لقطة تتشابه في الأسلوب مع عرض "نانو المسكين"، وتقدم تاريخا ساخرا للعالم. لاقى هذا العرض نجاحا واسعا في شباك التذاكر، وتحول إلى عرض متجول بعدأن عرض 113 مرة في مسرح بيكولو في ميلانو.
في عام 1953 شرع فو أيضا بكتابة الأغاني، وتعاون مع الموسيقي فيورنزو كاربي، الذي ظهرت موسيقاه في جميع مسرحيات فو حتى عام 1967، ومن أشهر أغاني داريو فو أغنية "القمر قنديل (بالإيطالية: La luna è una lampadina).
تعرف فو إلى فرانكا رام، وهي ابنة عائلة مسرحية، عندما كانا يعملان في مسرحية "سبعة أيام في ميلانو (بالإيطالية: Sette giorni a Milano)، وتزوجا في 24 يونيو 1954، ولهما ابن هو الكاتب جاكوبو فو، الذي ولد في 31 مارس 1955.
انهارت فرقة إي دريتي لأسباب مالية وانتقل فو مع عائلته إلى روما بحثا عن العمل في كتابة سيناريو في السينما، وهناك سكنوا إلى جوار روبرتو روسيليني وإنغريد بيرغمان . عمل فو لدى عدة شركات إنتاج سنمائي، منها شركة دينو دي لورينتيس، وعملت زوجته في مسرح ستابيلي في بولزانو. من أشهر الأفلام التي شارك في كتابتها وتمثيلها ،فيلم " الكرة الملتوية" (بالإيطالية: Lo svitato) ) للمخرج كارلو ليزاني (1956)، الذي تأثر بجاك تاتي ، وباستر كيتون، وتشارلي تشابلن، وفيه مثل فو دور بوّاب فندق مشوش يضيع في مدينة ميلانو الرأسمالية الجديدة ذات ناطحات السحاب والتكنولوجيا الحديثة.
في عام 1958 عادت الأسرة إلى ميلانو عندما عُرض على رامي أدوار في سلسلة من المسرحيات الهزلية في مسرح أرليكينو.

يقول فو عن تجربة السينما:
"كان الدرس المستفاد من السينما يعني التعلم من وجهة نظر تقنية ما استوعبه الجمهور بالفعل: قصة مقسمة إلى تسلسلات، ووتيرة سريعة، وحوار حاد، والتخلص من تقاليد المكان والزمان. لقد منحني العمل في السيناريوهات فرصة التدرب على الكتابة المسرحية، وتمكنت من نقل دروس الوسائل التقنية الجديدة إلى المسرح".
في تلك الفترة أسس وزوجته فرقة فو-رام، حيث كتب فو السيناريوهات وقام بالتمثيل والإخراج وتصميم الأزياء والديكورات المسرحية، وتولت زوجته مهام الإدارة. بدأت الشركة عروضها في مسرح بيكولو، وفي عام 1959 بدأت سلسلة من ست مسرحيات عرضت موسم في مسرح أوديون. وقد جلبت إحدى هذه المسرحيات، وهي كبار الملائكة لا يلعبون الفليبرز (بالإيطالية: Gli arcangeli non giocano al flipper) لكاتبها شهرة وطنية وعالمية، وكانت لاحقا أول مسرحية لـ "فو" تعرض خارج إيطاليا (في يوغوسلافيا وبولندا وهولندا والسويد وإسبانيا) وتلتها نجاحات أخرى.

### عقد الستينيات
في عام 1962، كتب فو وأخرج برنامجًا منوعًا بعنوان "كانسونيسيما" (بالإيطالية: Canzonissima) لقناة راي (راديو وتلفزيون إيطاليا)، قدم فيه للجمهور العريض عرضا أقرب إلى أصول المسرح، بعيدًا كل البعد عن البرامج الخفيفة التي التي كانت تنتجها القناة. تميز العرض بالأغاني الساخرة واللوحات التي تصور حياة الطبقة العاملة. وقد لاقى هذا العرض نجاحا كبيرا وتمكن جذب ملايين المشاهدين، وأشارت زوجته رام سائقي سيارات الأجرة في المدن الإيطالية كانوا بلا عمل أثناء البث، لأن الجميع كان يشاهدون العرض.
وقد تعرض العرض مع ذلك للرقابة في كثير من الأحيان، فعلى سبيل المثال ظهرت في إحدى الحلقات عمة سمينة جاءت لزيارة ابن أخيها في مكان عمله (مصنع للحوم المعلبة)، لتسقط في آلة وتخرج على شكل لحم مفروم، يحتفظ به ابن الأخ في خزانة في المنزل وظل يعرضه أمام الأصدقاء. وقد تسببت هذه الحلقة بشكاوى من منتجي اللحوم المعلبة والصناعيين عامة، "على الرغم من عدم وجود شكاوى من طرف العمات"، كما لاحظ فو لاحقًا.
أدت الحلقة الثامنة من العرض، التي أشارت إلى الظروف الخطيرة التي يواجهها العمال في مواقع البناء ، إلى نزاع مع منتجي البرنامج، مما دفع فو ورامي إلى الانسحاب في 29 نوفمبر 1962. وأكدت محطة "راي" التلفزيونية أنها لن تبث المشهد لأنه قد يؤدي إلى تأجيج غضب نقابات عمال البناء بشأن ظروف العمل. وقد أثار هذا النوع من الرقابة ضجة كبيرة مع عناوين رئيسية في الصحف اليومية وأسئلة في البرلمان الإيطالي، ورفعت شركة راي دعوى قضائية ضد فو، وأتلفت جميع تسجيلات عرض كانسيونيسيما. وقد أدى هذا النزاغ إلى حظر فعلي لكل من فو ورامي في التلفزيون الإيطالي دام 14 عامًا.
عاد فو إلى مسرح أوديون في ميلانو بمسرحية "إيزابيلا وثلاث سفن شراعية ومحتال " ، والتي تعتبر "محاولة لتفكيك أسطورة كريستوفر كولومبوس وتفنيد صورته في كتب التاريخ التقليدية". قال فو: "أردت مهاجمة أولئك المثقفين الإيطاليين الذين اكتشفوا السلطة ومزاياها بمساعدة يسار الوسط والحزب الاشتراكي في الحكومة، وقفزوا عليها مثل الفئران على قطعة من الجبن. أردت تفكيك شخصية حنطت وأسطرت في كتب التاريخ المدرسية، في حين أنه كان في الواقع مثقفا يحاول الاستمرار داخل آليات السلطة، ويخادع الملك ورجال السلطة، وصولا إلى نهايته البائسة". وبسبب هذه المسرحية تلقى فو رسائل تهديد من قبل مجموعات فاشية، وتعرض أحد العروض لاعتداء بإلقاء القمامة على المسرح, وتعطل آخر بسبب تهديد بوجود قنبلة. وقد روى داريو فو هذه الأحداث لاحقًا في مقدمة كتاب "يوهان بادان واكتشاف الأمريكتين".
كانت مسرحية " اطرد السيدة " (1967) آخر مسرحية يقدمها فو على خشبة المسرح الإيطالي السائد،  واحتوت على إشارات موضوعية إلى حرب فيتنام ، ولي هارفي أوزوالد واغتيال جون ف. كينيدي ، وأثارت أول نقد باللغة الإنجليزية لعمل من أعمل داريو فو، من قبل الناقد الأمريكي أ. ريتشارد سوليوزو في عام 1972، الذي فسر السيدة التي تحمل عنوان المسرحية على أنها "الرأسمالية الأمريكية"، التي وضعت "قبل وفاتها مباشرة" تم رفعها فوق فتحة التصريف في وضعية تمثال الحرية، ثم صعدت إلى جنة مليئة بالسلع الاستهلاكية". وقد منعت الحكومة الأمريكية لاحقا داريو فو من دخول البلاد، بموجب قانون ماكاران-والتر الذي لم يعد ساريًا الآن.
متأثرا بأحداث مايو 1968 في فرنسا، تخلى الثنائي فو/رامي عن المسرح الرسمي وأسسا جمعية "المشهد الجديد" (بالإيطالية: Nuova Scena)، وهي مجموعة مسرحية تعمل خارج الهياكل الحكومية، وطلبوا من الحزب الشيوعي الإيطالي المساعدة والوصول إلى المراكز المجتمعية ونوادي العمال. في أكتوبر 1968، قاموا بجولة لعرض أحدث مسرحيات فو "عرض بانتوميم كبير بالأعلام والدمى الصغيرة والمتوسطة الحجم"، وقد تضمنت المسرحية أقنعة بدلاً من الشخصيات، تمثل رأس المال، وغرفة الصناعة، والشركات المالية الكبرى، والكنيسة، والشعب، والمتمردين، والفلاحين، وقدمت دمية عملاقة تمثل الفاشية ولد منها ممثلو الكنيسة، والملكية، والجيش والصناعة.
في تلك المرحلة عرضت أيضا مسرحيات "العامل يعرف 300 كلمة، والرئيس يعرف 1000 كلمة، ولذلك هو الرئيس"، و"قيدني وسأظل أحطم كل شيء"، و"مسرحية كوميدية غامضة" (بالإيطالية: Mistero Buffo). ومع أن فو لم يكن عضوًا في الحزب الشيوعي الإيطالي،  فقد أدت انتقاداته العلنية على المسرح لأساليب الحزب وسياساته إلى صراع مع الحزب.

### عقد السبعينيات

#### فرقة الكومونة
في عام 1970 أسس داريو فو مع رامي مجموعتهما المسرحية الثالثة، "الكومونة" مع الموسيقار باولو سيارتشي والمدير ناني ريكوردي. وقد استقروا لمدة ثلاث سنوات في ورشة عمل مهجورة في إحدى ضواحي الطبقة العاملة في ميلانو ، وحولوها إلى مركز المجتمعي وأنتجوا مسرحيات تعتمد على الارتجال حول قضايا الساعة. واحدة من هذه المسرحيات كانت "أفضل أن أموت الليلة إذا كان علي أن أعتقد أن كل ذلك كان بلا جدوى"، وهي مستوحى من أحداث أيلول الأسود في الأردن، وعنوانها مشتق من قصيدة للشاعرة ريناتا فيجانو، وقد حضر هذه المسرحية الآلاف من المشاهدين.
تلت ذلك مسرحية "الوفاة العرضية لأناركي"، وهي مسرحيته الأكثر شهرة عالميا، ووصفها داريو فو بأنها "مهزلة غرائبية عن مهزلة مأساوية"، وقد كتبها داريو فو بعد أن اصطنع متطرفون يمينيون وجهاز الخدمة السرية الإيطالية هجومًا "إرهابيًا" على البنك الزراعي الوطني في ميلانو عام 1969. عرضت المسرحية للمرة الأولى في ديسمبر 1970،  وتوالى عرضها في جميع أنحاء إيطاليا مع مسرحيات أخرى، مثل "متحدون! كلنا معا! اللعنة أليس هذا هو الرئيس؟!"، و"موت وقيامة دمية"، وهي نسخة محدثة من غراند بانتوميما. لداريوا فو أيضا مسرحية بعنوان "فدائيون"، عرضت لأول مرة في يناير 1972، وتتألف من سلسلة من الروايات الذاتية عن فلسطين.
في مارس/آذار 1973، اختطفت زوجته رامي على أيدي خمسة ناشطين فاشيين، أشيع أنهم كلفوا من قبل مسؤولين كبار في قوات الدرك (الكارابينييري) في ميلانو، واحتجزها الخاطفون تحت تهديد السلاح في شاحنة صغيرة، واغتصبوها وضربوها وأحرقوها بالسجائر وجرحوها بشفرات الحلاقة، ثم تركوها في الحديقة. وعلى الرغم من الحادثة واصل فور ورامي العروض المتجولة في شمال إيطاليا طوال ذلك العام، ويعود تاريخ المسرحية القصيرة "ماما طوني" (بالإيطالية: Mamma Togni) إلى تلك الفترة.
في سبتمبر 1973 أنتج فو فيلم "حرب الشعب في تشيلي" (بالإيطالية: Guerra di popolo in Chile) الذي تناول انقلاب بينوشيه العسكري ومقتل سلفادور الليندي في تشيلي ، وتم عرضه في أنحاء البلاد حيث جذب اهتمامًا كبيرًا كان مصدره الجزء الأخير في الفيلم الذي أثار قلق المشاهدين أثناء العرض، الذين اعتقدوا أن انقلابًا عسكريا قد وقع للتو إيطاليا. فعلى سبيل المثال أصيب أحد المشاهدين بالذعر أثناء عرض في تورينو وابتلع عشر صفحات من أوراق كانت فيها اسماء ناشطين اعتقد أنهم قد يتعرضون لخطر الاعتقال، وفي عرض في مدينة ميرانو حطم أحد الطلاب الزجاج في محاولة للهروب عبر النافذة. وفي عرض في مدينة ساساري في سردينيا ألقت الشرطة القبض على داريو فو، مما أدى إلى ضجة على مستوى البلاد عندما تبين أنه بموجب القانون الإيطالي لا يجوز للشرطة دخول المسرح أثناء العرض، وقد زاد ذلك من إقبال الجمهور على مشاهدة الفيلم.
في عام 1974 احتل بفرقته المسرحية مبنى سوق مهجور في حي بورتا فيتوريا العمالي في ميلانو، ورمموا المبنى وأطلقوا عليه اسم "ركن الحرية (بالإيطالية: Palazzina Liberty)، وخاضوا صراعا قانونيا وسياسيا مع مجلس بلدية ميلانو الذي حاول طردهم من المكان. طورت الفرقة هناك مرافق مثل المكتبة ومركز المؤتمرات والمسرح وورش العمل السمعية والبصرية، وافتتحوا الخشبة بعرض "بورتا وبيلي في مواجهة السلطات"(بالإيطالية: Porta e Belli contro il potere).
تبع ذلك مسرحية "اليوم لن ندفع!" (بالإيطالية: Non Si Paga! Non Si Paga!) ، التي توثق لحركة "التخفيض الذاتي" التي تطورت في خلال الأزمة الاقتصادية الحادة التي كانت تعاني منها إيطاليا، حيث بدأ الناس يأخذون ما يحتاجونه من الأسواق، ويدفعون فقط مقابل ما يقدرون على دفعه، وتعتبر هذه المسرحية ثاني أشهر مسرحية لداريو فو على المستوى الدولي بعد مسرحية "وفاة عرضية لأناركي، وقد عرضت في 35 دولة بحلول عام 1990.
في خلفية الانتخابات الإيطالية في يونيو 1975 كتب فو مسرحية " اختطاف فانفاني، في إشارة إلى السياسي المحافظ أمينتور فانفاني، وفي يونيو من نفس العام سافر فو مع فرقته في رحلة إلى الصين، وقد استخدم لاحقا انطباعاته عن تلك الرحلة في مونولوج "حكاية النمر" الذي عرض في عام 1978.

في عام 1975 رشح داريو فو لأول مرة لجائزة نوبل في الآداب، وسخر آنذاك من الفكرة التي اعتبرها سخيفة.
"لقد اشتهرت بنفوري من الشخصيات التي تتسم بأي نوع من التهيب والخضوع . إن قصة جائزة نوبل هذه كوميديا حقيقية، فأنا أستطيع أن أتخيل النظرة على وجوه بعض المسؤولين الحكوميين والقضاة والسياسيين الذين أعرفهم. هنا يبذلون قصارى جهدهم لإسكاتي وتقييدي، ثم يأتي السويديون ويلعبون خدعة كهذه ... إن استلام الجائزة سيكون أشبه بالتمثيل في إحدى مسرحياتي".
انتقل فو بعد ذلك إلى مشكلة المخدرات المتنامية في إيطاليا، التي لخصها على النحو التالي: "يستهلك الأغنياء المخدرات ويستخدمونها، بينما تستخدم المخدرات الفقراء وتستهلكهم"، فقدم مسرحية " ماريغوانا ماما هي الأفضل" (بالإيطالية: La marijuana della mamma è la più bella)، حيث يبتلع الجد عقار إل إس دي عن طريق الخطأ بدلاً من الأسبرين ويصاب بالهلوسة في رحلة ترام متخيلة داخل خزانة ملابسه تنتهي به في مركز للشرطة. وفي هذه المسرحية عاد فو إلى التعاون مع فيورينزو كاربي بعد انقطاع دام منذ عام 1967.

#### عودة إلى التلفزيون
في عام 1977 عاد فو إلى التلفزيون بعد 14 عامًا من الغياب، بعد تغيير إدارة محطة التلفزة الوطنية "راي" بعد انتخابات عام 1976 التي أدت إلى تقدم الحزب الشيوعي ومشاركته في الحكومة. وقد اقتصر بث أعمال فو مع ذلك على القناة الثانية "راي 2"، التي كانت ذات توجه اشتراكي وغير ديني، بخلاف القناة الأولى "راي 1" الأكثر محافظة، وعرضت التلفزة عددا من مسرحياته، مع استبعاد مسرحيتي "وفاة عرضية لأناركي" و"اليوم لن ندفع" لأسباب سياسية، كما ندد الفاتيكان يندد بعرض "مسرحية كوميدية غامضة" (بالإيطالية: Mistero buffo) باعتباره "العرض الأكثر تجديفًا في تاريخ التلفزيون". كما قدم فو مسرحية جديدة للمسلسل التلفزيوني "لنتحدث عن النساء" (بالإيطالية: Parliamo di donne) تناولت ركزت على مواضيع مثل الإجهاض ، والتحيز الجنسي، وتقديس الأسرة.
كما قدم في عام 1977 سلسلة من خمسة مونولوجات تحمل عنوان "كل المنزل والسرير والكنيسة" (بالإيطالية: Tutta casa, letto e chiesa) مثلتها رامي. ويظهر الفيلم الأول "الاستيقاظ"، أمًا من الطبقة العاملة تتحدث إلى طفلها (دمية). وتتحدث قصة " امرأة وحيدة " عن ربة منزل محبوسة داخل منزل زوجها، تهدهد طفلا يبكي وتقاوم في نفس الوقت تحرشات كل من شقيقه المعاق الذي يجلس في كرسي متحرك ويعشق الأفلام الإباحية، ورجل يراقبها بالمنظار، ومتصل هاتفي فاحش، ومعلم سابق وقع في حبها. ويصور فيلم "الأم الغريبة" (بالإيطالية: La mamma fricchettona) امرأة تلجأ إلى مقعد الاعتراف في الكنيسة بعد أن تركت عائلتها للبحث عن المخدرات والحب الحر. ويعرض فيلم "نفس القصة القديمة" دمية تطلق الشتائم، وقدى لاقى المونولج الخامس من هذه السلسلة "ميديا"، وهو نسخة إيطالية معدلة تعارض مسرحية يوربيديس الأكثر شهرة، نجاحا عالميا وعرض في عدة دول.

### عقد الثمانينيات

#### المنع من دخول الولايات المتحدة الأمريكية
في عام 1980 منعت الولايات المتحدة الأمريكية الثنائي فو/رامي من دخول البلاد للتمثيل في مهرجان المسرح الإيطالي، في خطوة تشبه المعاملة التي لاقاها بيرتولت بريشت وتشارلي شابلن وغابرييل غارسيا ماركيز على أيدي السلطات الأمريكية. وفي مايومن ذلك العام أقيم في نيويورك عرض بعنوان "أمسية بدون داريو فو وفرانكا رامي"، حضره آرثر ميلر ، وبرنارد مالامود ، وريتشارد فورمان ، ومارتن سكورسيزي، تضمن الحدث قراءة باللغة الإنجليزية للفصل الأول من مسرحية "اليوم لن ندفع!"، وقراءى رسالة من فو ورامي، كما أرسلت جمعية نقاد المسرح الأمريكية رسالة احتجاج إلى السياسي إدموند موسكي  في ديسمبر 1980 عرض فو على خشبة المسرح في فرنسا "قصة النمر وقصص أخرى".
وقد تكرر هذا المنع في سبتمبر 1983، حيث منع فو ورامي مجددا من دخول الولايات المتحدة، واتهمتهما "بالانتماء إلى منظمات تدعم الجماعات الإرهابية". وفي ذلك الوقت كان فو هو الكاتب الأجنبي الأكثر انتشارا على خشبة المسرح في الولايات المتحدة.

#### الصدام مع السلطات الإيطالية
في عام 1981 أخلت السلطات الإيطالية "الكومونة" من مبنى "ميدان الحرية"، فعاد داريو فو إلى مسرح الأوديون بعد انقطاع دام 16 عامًا، حيث أدى مسرحية "كل شيء البيت، والسرير، والكنيسة". وفي نفس العام عرضت مسرحية "الأبواق والتوت" (بالإيطالية: Clacson, trombette e pernacchi) لأول مرة في قاعة سينما كريستالو في ميلانو، وكانت أول مسرحية جديدة لفو منذ عرض "ماريغوانا ماما هي الأفضل" قبل خمس سنوات، وقد شاهده العرض 50 ألف شخص في 34 عرضا ميلانو، وسرعان ما عرض في 15 دولة أخرى.
في عام 1983، قيدت الرقابة الإيطالية عرض فيلم "علاقة مفتوحة"، الذي أدلت رامي في مقدمته مونولوجا عن اغتصابها قبل أعوام، وحصرت عرضه على الفئة العمرية لمن فوق 18 عامًا.

#### أعمال مسرحية جديدة
في هذه المرحلة أبدى فو اهتماما متزايدا بالمسرح الإليزابيثي الإنكليزي، وفي عام 1984 عرض مسرحية "إليزابث، إمرأة بالصدفة تقريبا".
في عام 1986 عرضت مسرحية "اختطاف فرانشيسكيا،  حيث تصطنع المصرفية المفلسة فرانشيسكا بوليني دي ريل اختطافها لتحويل الانتباه عن اعتقالها الوشيك. في ذلك العام عين فو أستاذًا للدراما في جامعة روما .
في ديسمبر 1987 تسبب عرض مسرحية فو "معجزة الطفل يسوع الأولى الأولى في برنامج المنوعات "فانتاستيكو " على التلفزيون الإيطالي إلى مزيد من الاتهامات بالتجديف من الفاتيكان، حيث فو الشخصية الرئيسية (المسيح) وهي تطلق الصواعق لإنقاذ أطفال آخرين من متنمر. وفي العامل التالي قدم على قناة راي 3 الإيطالية عرضا بعنوان "بث إجباري" (بالإيطالية: Transmissione forzata)، ضم أغان ساخرة عن الرقابة التي تفرضها محطة راي وعن السياسيين الإيطاليين، وعروضا راقصة ونشرات إخبارية ساخرة، وعرض باليه عن فلسطين، و"تقرير الطقس" عن إحصائيات الاغتصاب على المستوى الوطني. في عام 1988 أيضًا عاد فو إلى التمثيل السينمائي لأول مرة منذ عام 1958، حيث لعب دور أستاذ متقاعد في فيلم "موسيقى للحيوانات القديمة (بالإيطالية: Musica per vecchi animali).
في عام 1989 تضامن داريو فو مع ضحايا مظاهرات ساحة تيانانمن، وقام بتحديث في كتابه "قصة النمر"، وكتب مونولوجين هما " رسالة من الصين " و "قصة تشو ". وفي نفس العام في العام نفسه، كتب فو أيضًا مسرحية "الرجل المطلوب" (بالإيطالية: Il ricercato) )، وهي مسرحية عن المافيا لم تُعرض بعد، ومسرحية "البابا والساحرة"، التي عرضت في ذلك العام،  تصور هذه المسرحية الأخير بابا يسيطر عليه الخوف من التعرض لهجوم من قبل الأطفال، وتصيبه نوبة من التهاب المفاصل تترك ذراعيه مرفوعتين في إشارة إلى البركة، وفي بحثه عن علاج يتبع نصيحة امرأة متنكرة في هيئة راهبة وتدعي أنها ساحرة بأن يحقن نفسه بالهيروين ويتأرجح من الثريا، كما ينجو من محاولات اغتيال مختلفة تتضمن سيارة لعبة وببغاء مسموم وراهبة برازيلية. أشاد النقاد بروحها الكوميدية المبتكرة وفازت بجائزة لكونها المسرحية الأكثر مشاهدة في إيطاليا في ذلك الموسم.

### عقد التسعينيات
تناولت أعمال داريو فو في عقد التسعينيات موضوعات مثل الإيدز، وحرب الكويت، والتجارب الجينية ، فكتب في صيف عام 1990 "زيتي!" نحن نتحرك بسرعة! (بالإيطالية: Zitti! Stiamo precipitando!)، التي عرضت لأول مرة في مسرح نوفو في ميلانو في نوفمبر من ذلك العام. كما كتب عام 1992 مسرحية "يوهان بادان واكتشاف الأمريكتين" التي جاءت ردا على الاحتفالات بالذكرى المئوية الخامسة لرحلة كريستوفر كولومبوس الأولى إلى الأمريكتين، وبطل المسرحية رجل من البندقية يهرب من محاكم التفتيش الإسبانية من خلال الانضمام إلى رحلة كولومبوس الرابعة، ويجبر على رعاية الحيوانات على متن السفينة، ثم تلقيه عاصفة في المحيط على ظهر خنزير، فيصل الساحل حيث ينقذه السكان الأصليون. ويوجد تسجيل لهذه المسرحية ببطولة داريو فو.
شهد عام 1993 ذكرى مهمة للكاتب المسرحي الإيطالي كارلو جولدوني (1707-1793) الذي لم يكن فو معجبًا به، فاختار بدلاً من ذلك تركيز انتباهه على مسرحي الشارع التقليدي أنجيلو بيولكو (1496-1542)، وخطط لإنتاج مشترك بين شركته ومسرح إنكاميناتي، وهي شركة يمولها القطاع العام، وقد أوقف ذلك العمل وسط التدريبات الجارية برسالة وزارية منعت استكماله بناء على قانون يحظر الإنتاج المشترك بين الشركات العامة والخاصة.
في عام 1994 قدم الثنائي فو/رامي مونولوج 1994 "الجنس؟ شكرًا، لا مانع إذا فعلت ذلك!" (بالإيطالية: Sesso? Grazie, tanto per gradire!)، القائم على كتاب لابنهما جاكوبو "الزن وفن الجنس" (بالإيطالية: Lo Zen e l'arte di scopare) الذي يتضمن قطعًا تعليمية حول موضوعات مثل الإيدز، ووسائل منع الحمل، والتربية الجنسية، والكبت الجنسي. وشكل هذا العمل أول صدام بين فو وحكومة سيلفيو بيرلسكوني الجديدة، التي منعت من تقل أعمارهم عن 18 عاماً من مشاهدة المسرحية بسبب مخاوف من أن المسرحية قد "تتسبب في إهانة الآداب العامة التي تتطلب احترام مجالات الحشمة، وتوتر المشاهدين المراهقين، مع ما قد يترتب على ذلك من آثار محتملة على سلوكهم فيما يتصل بالجنس"، وبذلك منعت الحكومة العرض عن جمهوره المستهدف. وقد أعقب ذلك قدر كبير من الدعاية المجانية، حيث نوقشت قضية الرقابة في البرلمان الوطني، وطالب المعلمون بعرض المسرحية، ووقع الجمهور والمثقفون الإيطاليون والأجانب على عريضة تطالب بإلغاء الحظر.
في 17 يوليو 1995 أصيب فو بسكتة دماغية، إلا أنه تعافى بسرعة نسبية، بحلول عيد ميلاده السبعين في 24 مارس 1996. في صيف عام 1996، كتب مسرحية "ليوناردو: الرحلة، الكونت والحب"، التي تتناول ليوناردو دافنشي. في عام 1997، كتب مسرحية "الشيطان ذو الثديين" (بالإيطالية: Il diavolo con le zinne)، التي وصفها فو بأنها "كوميديا ماكيافيلية - مؤامرة عملاقة في أواخر القرن السادس عشر، مع قضاة وشياطين، وخادمات منازل مسكونات بالشياطين، ونساك، ودركيين، ومعذبين، وأيضا قرد"، وقد تضمنت المسرحية تكريمًا للموسيقي لفيورنزو كاربي الذي توفي في وقت سابق من ذلك العام.

### في القرن الحادي والعشرين
في عام 2004، رفع عضو مجلس الشيوخ عن حزب فورزا إيطاليا مارسيلو ديل أوتري، الذي كان يحاكم في ذلك الوقت بتهمة غسيل الأموال، دعوى قضائية ضد فو بسبب الإشارات إليه في مسرحيته الأخيرة"المسخ ذو الرأسين". وقد سخرت هذه المسرحيى التي عُرضت لأول مرة في عام 2003 أيضًا من قِصَر قامة وزير الداخلية آنذاك سيلفيو برلسكوني، الذي يربط فيها على كرسي ويخضع لصدمات كهربائية، كما يظهر فيها فلاديمير بوتن وهو يُقتل برصاص المتمردين الشيشان أثناء زيارته للفيلا الفاخرة التي يملكها برلسكوني في صقلية، ويشير العنوان إلى عملية زرع دماغ بوتن في رأس بيرلسكوني. وقد عرضت المسرحية وسط نقاش حول مصالح بيرلسكوني التجارية والسياسية والرقابة الإعلامية، حيث منع تلفزيون راي الساخرين الإيطاليين سابينا جوزانتي وباولو روسي آنذاك من الظهور في قنواته، ويذكر فو أنه قد تلقى تهديدات من سياسيين حاولت ثنيه عن عرض المسرحية.
في عام 2005، أعلن فو عن رغبته الترشح لمنصب عمدة ميلانو ، وهي المدينة الأكثر أهمية اقتصاديًا في إيطاليا، وهاجم رئيس بلديتها المقرب من برلسكوني. ولكونه قد نبذ فو من التلفزة الإيطالية، سواء المحطات الحكومية التي نقلت آخر عروضه إلى أوقات بث هامشية جدا، أو التجارية الذي كان برلسكوني يمكن ثلاثة أرباع أسهمها، فاختار فو أن يقوم بحملته السياسية على خشبة المسرح، و تحت شعار "أنا لست معتدلاً" عارض فو خطط الحكومة لهدم أجزاء من وسط المدينة وتعهد بملاحقة "أولئك الأوغاد الجشعين الذين يديرون هذه المدينة لعقود من الزمن". في عام 2006 لم ينجح فو في اجتياز الانتخابات التمهيدية حزب الاتحاد (يسار الوسط)، إذ حصل على 23.4% من الأصوات، محتلا بذلك المركز الثاني بعد رئيس شرطة ميلانو السابق برونو فيرانتي.
ظل داريو فو في أعوامه الأخيرة مشاركًا وناشطًا في الكثير من القضايا السياسية والاجتماعية والثقافية. وقد شكك فو بالروايات الرسمية عن هجمات الحادي عشر من سبتمبر في الفيلم "صفر: تحقيق في أحداث الحادي عشر من سبتمبر، وفي عام 2008 كان من بين الموقعين على رسالة مفتوحة في صحيفة لا ريبوبليكا دعت الدولة إلى حماية روبرتو سافيانو ، الذي كانت حياته مهددة بعد فضح أنشطة مافيا الكامورا في كتابه الذي ظهر في عام 2006 بعنوان جومورا .

قبيل الانتخابات العامة الإيطالية في عام 2013 أوضح فو أن أحدث أهداف سخريته هي:
"البنوك في الغالب، وكبار رجال الأعمال، وكل أولئك الذين يمسكون بزمام "العرض داخل العرض"، أي أولئك الذين يبذلون قصارى جهدهم ـ من خلال وسائل الإعلام والتلفزيون وغير ذلك من الوسائل ـ لضمان قبول الناس الظروف التي يجدون أنفسهم فيها".
في 19 مايو 2013 توفيت زوجته فرانكا رام.

## وفاته
توفي داريم فو يوم 13 أكتوبر 2016 عن عمر يناهز 90 عامًا بمرض تنفسي خطير، في مستشفى لويجي ساكو في ميلانو، ودفن في سرداب فاميديو في مقبرتها الأثرية إلى جوار رفات زوجته فرانكا رامي.

## جوائز
- 1981: جائزة سونينغ من جامعة كوبنهاغن
- 1997: جائزة نوبل في الآداب

## ترجمات إلى العربية
- موت فوضوي صدفةً (مسرحية) - ترجمة توفيق الأسدي، دار المدى للثقافة والنشر، أبو ظبي، الإمارات العربية المتحدة، 1999
- إيزابيل ثلاثة مراكب ومشعوذ (مسرحية)
- إمرأة وحيدة، ترجمة ماجد الخطيب، منشورة في موقع المسرح نيوز الالكتروني[110]
- إبنة البابا، ترجمة معاوية عبد المجيد، دار التنوير للطباعة والنشر، 2018 ISBN 978-614-472-007-3
- إيزابيل ثلاثة مراكب ومشعوذ (مسرحية)
- الأبواق والتوت البري
- ملك الدنمارك المجنون
- امرأة بالصدفة تقريبا
- ذاك الغجري
- السيدة لا تصلح إلا للرمي

## روابط خارجية
- داريو فو على موقع IMDb (الإنجليزية)
- داريو فو على موقع الموسوعة البريطانية (الإنجليزية)
- داريو فو على موقع مونزينجر (الألمانية)
- داريو فو على موقع ميوزك برينز (الإنجليزية)
- داريو فو على موقع قاعدة بيانات برودواي على الإنترنت (الإنجليزية)
- داريو فو على موقع إن إن دي بي (الإنجليزية)
- داريو فو على موقع ديسكوغز (الإنجليزية)
- داريو فو على موقع قاعدة بيانات الفيلم (الإنجليزية)